# 松本ユキ子
松本 ユキ子（まつもと ゆきこ、1992年4月4日 - ）は日本のダンサー。兵庫県西宮市出身。

## 略歴
8歳よりクラシックバレエを始める。 17歳よりイギリスNorthern Ballet school留学し、バレエ、コンテンポラリーダンス、ジャズダンスなどを学ぶ。学校公演では主演を務める。2011年イギリスCentral School Of Balletへ編入し、在学中約30公演イギリス・オランダBALLET CENTRALツアーに出演。卒業と同時にケント大学学士号を取得。バレエ団を経て、現在舞台・映像・イベント・テレビ番組などダンサー・パフォーマーとして出演。ダンス指導、舞台・アーティスト振付、演出振付助手、アシスタント、制作としても活動。医療センターや幼稚園など施設公演をきっかけに、福祉施設にてこども向けを中心にダンスボランティア活動も行う。

## 出演

### 公演
- ATTACK on TITAN: The Musical[1]
- 「進撃の巨人」-the Musical-
- JUNKO KOSHINO × DRUM TAO presents OPAM ARTS LIVE 2022 in大分県立美術館OPAM
- ENSEMBLE IMMAGINE主催 イタリアの作曲家が描く映画音楽コンサート
- 稲見自在化身体プロジェクト主催「自在化コレクション」
- 美･JAPON×東京国立博物館150周年記念公演「あまてらす」
- JAPAN DANCE INNOVATION LOVE IS ALL 2022-
- サントリー美術館イベント公演「飛天」
- 日生劇場ファミリーフェスティヴァル「ひなたと月の姫」
- JUNKO KOSHINO presents　TOSHIMA ARTS LIVE 真夏の夜の饗宴
- Juliet aria「DustBunnySHOW」[2]
- DAZZLEイマ－シブシアター「百物語 – 夜香花 -」(客演)
- DAZZLEイマ－シブシアター「Venus of TOKYO」(客演)
- J-CULTURE FEST presents「千年のたまゆら ～ソング＆ダンス 装束新春コレクション～」[3]
- Grandscape 浜名湖 at 舘山寺温泉
- グラブルフェス2020 スペシャルショー 蒼の軌跡 -The Stars of the Sky-
- 「FLOWERS by NAKED 2020 桜」
- 日生劇場 オペラ「ヘンゼルとグレーテル」[4]
- Hibiya Festival「Let’s Ball！天使の舞踏会」
- 野村万蔵 × FLOWERS BY NAKED 大田楽「大桜彩」
- 日生劇場ファミリーフェスティヴァル「エリサと白鳥の王子たち」[5]
- The Bambiest × hairsalon boy「Dans la Salon」
- ハラサオリ「Da Dad Dada」東京公演[6]
- 「FLOWERS by NAKED 2018 輪舞曲」
- Hibiya Festival「MIRAI no KIOKU ミライノキオク」
- 手塚治虫生誕90周年記念「MANGA Performance W3（ワンダースリー）」[7]
- 「FLOWERS by NAKED 2017 立春」
- Dance Performance「Awake」
- 「JYUKAI-DEN-桃源-」
- 「GOLIATH〜ゴリアテ〜」
- 「天元突破グレンラガン-炎撃篇-其の弐･其の参」
- 「LOVE IS ALL 2023」[8]
- 「ヒプノシスマイク -Division Rap Battle-」Rule the Stage -Renegades of Female-[9]

### テレビ
- フジテレビ「My Routine～太陽と星空の時間～」
- テレビ朝日「キョコロヒー」

### 映像
- 京都 南禅寺 法堂【松本ユキ子】松本ユキ子さんを法堂でFPV撮影しました。
- くろ谷金戒光明寺 紫雲庭園　茶室×松本ユキ子
- Canon Marketing Japan Inter BEE展示VR / yardlands ‘bluewhirl’
- ENSEMBLE IMMAGINE“le ali del cuore”
- Mime「Headlight(Official Music Video)」ミュージックビデオ
- noh「FACT feat.Yukiko Matsumoto」ミュージックビデオ
- HEADLAMP「タクトを振れ」ミュージックビデオ
- Manhole New World「Gecko」ミュージックビデオ

- かんぽ生命 テレビCM ｢それは人生、わたしの人生｣篇
- アクエリアス テレビCM ｢JUMP･春｣篇

## 振付
- MBS/TBSドラマ「往生際の意味を知れ！」
- ｢JYUKAI-DEN-桃源-｣
- NPO法人リトム体験型クラシック音楽ショー｢まっすぐ泳げないお魚｣
- 日本コクレア Cochlear Familyセレブレーション10000
- 成育医療センター リトミック音楽公演

## 受賞歴
- 2004年 Osaka prixクラシックバレエコンクール第7位
- 2006年 全国バレコン名古屋 ジュニアB第5位
- 2008年 全国バレコン名古屋 ジュニアA第6位
- 2009年 NBA全国バレエコンクール 高校生の部 第5位-4